# Galeana primera sección
Galeana primera sección es una localidad del municipio de Juárez ubicado en el noroeste del estado mexicano de Chiapas.

## Geografía
La localidad de Galeana primera sección se sitúa en las coordenadas geográficas 17°35′32″N 93°06′26″O / 17.592222, -93.107222, a una elevación de 9 metros sobre el nivel del mar.

## Demografía
Según el Conteo de Población y Vivienda 2005, efectuado por el Instituto Nacional de Estadística y Geografía, Galeana primera sección tenía 135 habitantes, en 2010 la población era de 91 habitantes, y para 2020 había 78 habitantes de los cuales 45 son del sexo masculino y 33 del sexo femenino.
| Gráfica de evolución demográfica de Galeana 1.ª Sección entre 2005 y 2020 |
|                                                                           |
| INEGI.                                                                    |